# Mosquée de l’émir al-Maridani
 (février 2024).
La  Mosquée de l’émir al-Maridani est une mosquée du vendredi de l’émir Altinbugha al-Maridani au Caire en Égypte. L’édifice fut complété en 1340.

## Voir également
- Architecture mamelouke

## Référence
- (en) D. Behrens-Abouseif, Cairo of the Mamluks, Ed. I.B.Tauris, 2007, p. 183.